# 富山の同人雑誌
富山の同人雑誌（とやまのどうじんざっし）では、富山県に拠点を置く同人から出版された同人雑誌を紹介。

## 概要
明治維新以降、西洋から小説という文学芸術が輸入された。富山県でも、明治後半から、文芸同人誌が作られた。
記録によれば、明治33年には「太刀文学」という同人誌が梅本徳太郎により、明治34年には「北声」という同人誌が福田栄太郎により、出版されたが、冊数も不明で現物が残っていない。
以降、戦時中に思想統制が激しくなった上に紙が入手困難なり、一時出版は途絶えたが、それ以外は、大正、昭和、平成と、継続的に富山県内に同人誌が発行されてきた。

## 出版された同人誌

### 戦前
- 「ふるさと」 - 大正11年創刊、旧制富山中学出身の5人により創刊。

- 「裸像」 - 大正14年、「ふるさと」の後継として創刊。東京帝大で出会った4人を中心に創刊。同人には、中野重治や深田久弥がいた。
- 「刳舟」- 旧制富山高等学校の文芸同人雑誌。プロレタリア文学的な文学が多いためか、昭和7年に刊行禁止となる。
- 「宴」 - 昭和12年創刊。戦時中は休刊し、21年に稗田菫平を中心に、復刊行された。

### 戦後
- 「文学祭」 - 昭和21年戦後最初に、木村外吉により発刊された同人雑誌。
- 「文燈」 - 昭和22年、松原敏夫らを中心に創刊。
- 「ルネッサンス」 - 昭和21年に、大窪礼夫により創刊。
- 「暁闇」 - 昭和21年、磯野芳夫により創刊。旧制高岡工専、高岡経専の教授らも寄稿。
- 「文学組織」 - 昭和22年、高島高により創刊。松原譲や浅野晃、北川冬彦らが寄稿。
- 「日本海文学」 - 昭和26年、山根豊により創刊。

### 高度成長期
- 「新富山文学」 - 昭和31年、総合文芸雑誌として、新富山文学会により創刊。創刊号には、芥川賞作家の堀田善衛や翁久允らがいた。
- 「文学DARA」 - 昭和38年、文学DARA同人により創刊。創刊号が中央文壇で取り上げられる。
- 「現実派文学集団」 - 昭和39年、黒田伸と「新富山文学」に残留したメンバーにより、創刊。岩倉政治などが寄稿。第10号で「北の仲間」に改題。多くの書き手が、日本民主主義文学会に加盟しており、後に「野の声」になる。

### 昭和後期
- 「野の声」 - 昭和47年、日本民主主義文学会の富山支部誌として、「北の仲間」から受け継がれて、創刊。
- 「裸人」 - 昭和49年、金山嘉城らにより創刊。
- 「渤海」 - 昭和49年、「文学DARA」の後継として、杉田欣次らにより創刊。

### 平成
- 「檸檬」 - 平成元年、田屋麗子らにより創刊。
- 「辰草」 - 平成12年、北日本新聞社のカルチャー教室で、水名修に創作を学んだ生徒により結成した水名会により、創刊。
- 「萌」 - 平成13年、三上紀子らにより創刊。
- 「素粒」 - 平成15年、兼久文治の教え子により結成された同人により創刊。
- 「風紋」 - 平成18年、 田中洋らにより創刊。
- 「ペン」 - 平成18年、神通明美らにより創刊。
- 「漁舟」 - 平成22年、近岡礼らにより創刊。
- 「空華」 - 平成26年、大坪命樹らにより創刊。

## 参考資料
- 「とやま文学」第31号、2013年、社団法人富山県芸術文化協会
- 「富山の同人雑誌- 戦後から現在まで-」展ガイドペーパー、2019年、高志の国文学館

外部リンク
- https://prizesworld.com/doujinshi/media/%E3%80%8E%E3%81%A8%E3%82%84%E3%81%BE%E6%96%87%E5%AD%A6%E3%80%8F
- https://www.koshibun.jp/tid=100047
- https://b2b-ch.infomart.co.jp/news/amp/detail.page?IMNEWS1=1298372